# Autoroute Catane-Syracuse
L'autoroute Catane-Syracuse, anciennement la nouvelle route ANAS 339 Catane-Syracuse, est une autoroute italienne qui relie Catane depuis le périphérique de la ville jusqu'à Augusta, avant de rejoindre la route nationale 114 à Syracuse.
L'autoroute fait partie de l'itinéraire européen E45 et a récemment reçu le numéro d'identification définitif de A01 (jusqu'en 2011, elle était provisoirement indiquée comme la nouvelle route ANAS 339 Catane-Syracuse,,) : curieusement elle n'a pas été nommée A18, malgré la connexion du tronçon historique Messine-Catane avec le tronçon moderne de l'autoroute Siracusa-Rosolini, toutes deux appelées A18 précisément en raison du projet d'une connexion Messine-Gela.
L'autoroute dispose de deux voies monodirectionnelles 3,75 mètres plus une voie d'urgence de 3 mètres. Elle est gérée par l'ANAS et ne dispose d'aucun péage.

## Histoire
L'infrastructure faisait partie de celles prévues par le projet datant des années 70 pour la construction d'autoroutes entre les principales villes siciliennes. Cependant, la construction des travaux a été reportée et par la suite suspendue en raison de la loi qui bloquait la construction d'autoroutes pour des volumes de trafic assez faibles tels que ceux circulant entre Catane et Syracuse. Ce n'est qu'après l'approbation de la loi dite objective (2001) que l'autoroute a obtenu un financement (y compris européen) pour la conception et la construction.
Les travaux, dirigés par le Pizzarotti & C. Sp A. de Parme, a commencé en mars 2005 et s'est achevé le 9 décembre 2009. Les coûts de construction estimés étaient d'environ 800 millions d'euros. Certains ralentissements de la phase de construction ont entraîné le report de son ouverture. Lors des travaux dus à l'effondrement d'une grue, le 24 juin 2006, un ouvrier de Messine, Antonio Veneziano, est décédé, entraînant un blocage temporaire du site,. Un deuxième ouvrier, Gaspare Maganuco de Gelato, est décédé au travail le 19 février 2008, alors qu'il effectuait des opérations sur le chantier de construction du tunnel de Campana. En l'honneur des deux morts au cours des travaux, l'ANAS nomma les deux ouvrages où se produisirent les accidents mortels : le viaduc qui devait s'appeler Porcaria devint fut baptisé viaduc Veneziano et le tunnel de Campana devint le tunnel de Maganuco.
L'autoroute a été ouverte en deux phases :
- le 28 juillet 2009, ouverture du tronçon Catania-Lentini[10];
- le 10 décembre 2009, ouverture du tronçon Lentini-Augusta[11],[12].

Le 6 juin 2010, à la suite des plaintes de divers conseillers provinciaux de la province de Raguse, l'ANAS a ajouté les panneaux pour Raguse à la jonction Lentini-Carlentini qui mène à la SS 194 Ragusana .
En 2010, l'Eurotap (consortium des clubs automobiles européens) attribua le vote excellent au tunnel de San Demetrio ; ce fut le premier tunnel italien examiné par le consortium à recevoir la note la plus élevée .

## Route européenne
L'autoroute fait partie de la route européenne E45 qui relie Alta, en Norvège, à la ville sicilienne de Gela.

## Principaux ouvrages d'art

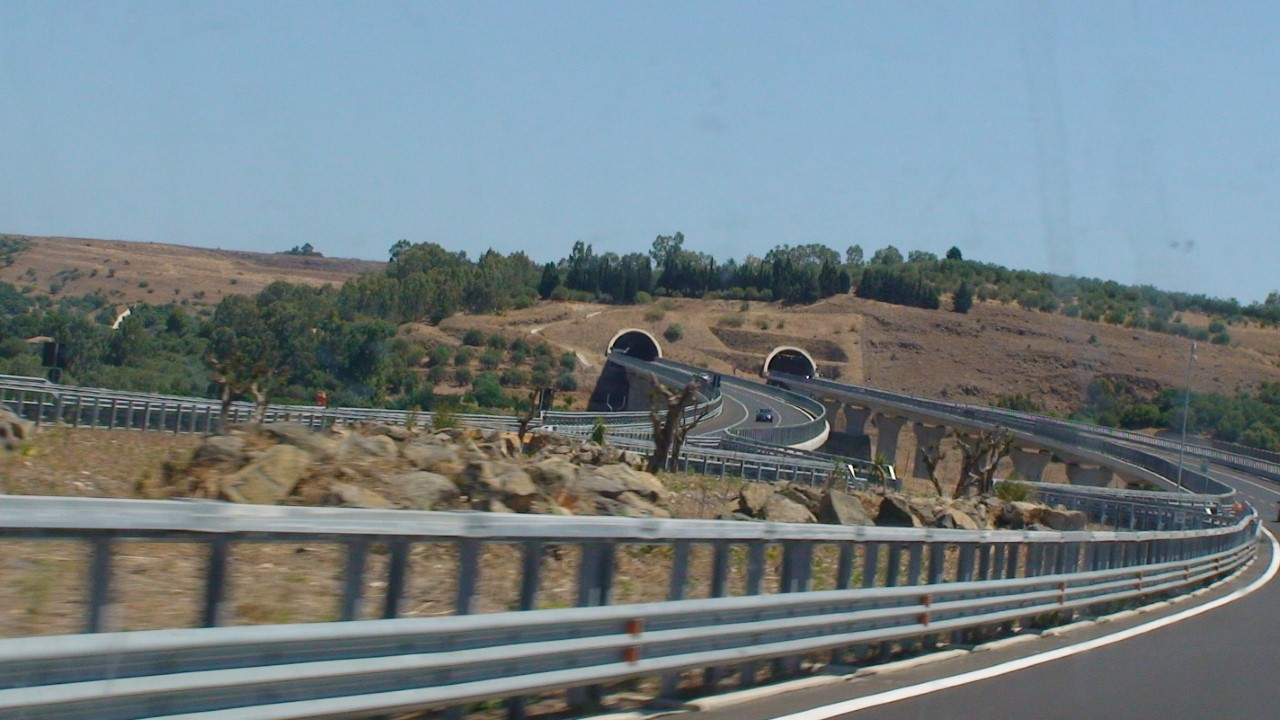
Le viaduc Agnone I (780 m) et le tunnel Agnone I (280 m) sur l'autoroute Catane-Syracuse en 2010.

- 12 viaducs (pour un total de 4,163 km), avec des portées variables de 40 à 120 mètres de long ;
- 5 tunnels naturels (pour un total de 5,8 km) : tunnel Agnone II (200 m), tunnel Agnone I (280 m), tunnel de San Demetrio (2 934 m), tunnel de Serena (1 174 m), tunnel de Filippella (1 275 m)
- 3 tunnels artificiels (pour un total de 2,7 km) : tunnel de Maganuco (340 m), tunnel San Fratello (765 m), tunnel Cozzo Battaglia (1590 m)

## Numérotation et nom
L'autoroute Catane-Syracuse n'a pas de numérotation définitive et donc n'a pas de code alphanumérique comme Ax ou Axx. L'acronyme NSA 339 identifiait l'autoroute dans les documents de l'ANAS jusqu'en 2011 ,. Sur les panneaux d'identification des survols autoroutiers, le libellé est « aut. CT-SR » au lieu du symbole octogonal vert habituel avec l'abréviation alphanumérique de l'autoroute elle-même.
Bien qu'appelée autoroute Catane-Syracuse, l'infrastructure ne s'arrête pas à Syracuse, mais près d'Augusta, à environ 25 kilomètres du chef-lieu.

## Parcours

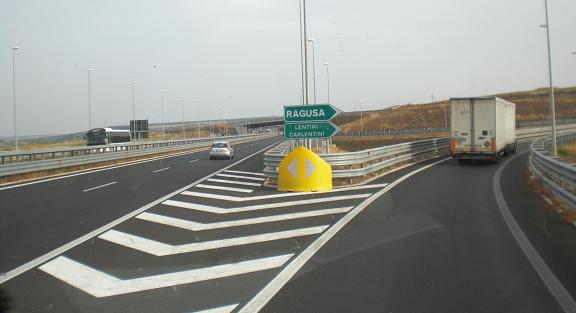
La jonction pour Ragusa et Lentini-Carlentini sur la SS 194.

| Autoroute Catane-Syracuse |                                                    |        |        |          |                  |
| Type                      | Indication                                         | ↓ km ↓ | ↑ km ↑ | Province | Route européenne |
|                           | Périphérique de Catane                             | 0,0    | 25,2   | Catane   |                  |
|                           | Aire de service « San Demetrio »                   | 9,8    | -      | Syracuse |                  |
|                           | Lentini - Carlentini - Raguse della Costa Saracena | 11,0   | 13,7   | Syracuse |                  |
|                           | Orientale Sicula                                   | 25,2   | 0,0    | Syracuse |                  |